# آلیسون اسکوریچ
آلیسون اسکوریچ (انگلیسی: Allison Scurich؛ زادهٔ ۷ ژوئن ۱۹۸۶) بازیکن فوتبال اهل ایالات متحده آمریکا است.
از باشگاه‌هایی که در آن بازی کرده‌است می‌توان به اس‌سی سند، باشگاه فوتبال ۱.اف‌اف‌سی توربین پوتسدام، و لس‌آنجلس سل اشاره کرد.
وی همچنین در تیم ملی فوتبال زنان کرواسی بازی کرده‌است.